# Anaea krugeri
Anaea krugeri är en fjärilsart som beskrevs av Friedrich Wilhelm Niepelt 1925. Anaea krugeri ingår i släktet Anaea och familjen praktfjärilar. Inga underarter finns listade i Catalogue of Life.